# Čaroděj (film)
Čaroděj (v originálu The Wiz) je americký dobrodružný muzikál s prvky fantasy z roku 1978. Film natočil režisér Sidney Lumet podle scénáře Joela Schumachera, inspirovaného knižní předlohou Lymana Franka Bauma Čaroděj ze země Oz. Snímek vznikl ve spolupráci Universal Studios a Motown Productions s herci, zpěváky a tanečníky afroamerického původu (Diana Rossová, Michael Jackson, Nipsey Russell, Ted Ross, Richard Pryor, Lena Horne a další).

## Obsazení
| Herec               | Role                              |
| ------------------- | --------------------------------- |
| Diana Rossová       | Dorotka                           |
| Michael Jackson     | Strašák                           |
| Nipsey Russell      | Plecháč                           |
| Ted Ross            | Lev                               |
| Richard Pryor       | Čaroděj (Herman Smith)            |
| Lena Horne          | Glinda, dobrá čarodějka Jihu      |
| Mabel Kingová       | Zlomyslnice, zlá čarodějka Západu |
| Thelma Carpenterová | Jednička, dobrá čarodějka Severu  |
| Theresa Merrittová  | teta Em                           |
| Stanley Greene      | strýc Henry                       |

## Děj
Režisér Sidney Lumet zasadil prolog příběhu místo slunného Kansasu do newyorské čtvrti Harlemu, kde žije Dorotka (Diana Rossová), čtyřiadvacetiletá učitelka v mateřské škole, v malém bytě se strýcem Henrym (Stanley Greene), tetou Em (Theresa Merrittová) a svým psíkem jménem Toto.
Při oslavě Dne díkůvzdání se v bytě Henryho a Em sejdou přátelé a celá velká rodina, včetně nejmladšího vnoučete. Plachá Dorotka pomáha obsluhovat hosty a nevšímá si náznaků dvoření mladého muže ze sousedství. Později, v kuchyni, teta Em škádlí Dorotku, že nebyla nikdy za hranicí okrsku kde bydlí a že by měla začít žít svůj vlastní život. Zatímco Dorotka uklízí po jídle, pes Toto využije otevřených dveří z kuchyně a vyběhne ven do silné sněhové bouře. Dorotka utíká za ním a když ho na konci ulice dohoní, vidí, že se k nim blíží silný sněhový vír. Vír je odnese ke Glindě (Lena Horne), dobré čarodějce Jihu, která odesílá svoji mocí Dorotku i s Totem do čarovné země Oz. Při sestupu z atmosféry rozbije Dorotka elektrické označení země Oz a jeho část zabije Ničemnici, zlou čarodějnici Východu, která vládne v zemi Oz. Tím uvolní postavičky, které Ničemnice zaklela jako graffiti na stěnu parku, kde žili. Dorotka záhy poznává jejich patronku, Jedničku, dobrou čarodějku Severu, která jí přičaruje na nohy kouzelné stříbrné pantoflíčky, které až dosud měla na nohou Ničemnice. Dorotka s pláčem říká Jedničce, že nechce kouzelné střevíčky, že chce i s Totem zpátky domů. Jednička ji ale naléhavě vyzývá, aby po žluté cihlové cestě šla do hlavního Smaragdového města požádat o pomoc tajemného Čaroděje, který, jak věří, má moc poslat Dorotku zpět domů do Harlemu. Poté, co jí řekne, aby se nikdy nevzdávala stříbrných střevíčků, dobrá čarodějnice i postavičky zmizí a Dorotka musí hledat cestu sama.
Druhý den ráno se Dorotka s Totem zastane Strašáka (Michael Jackson), vyrobeného z odpadků a hadrů, který visí na železném háku a kterému se posmívá a dráždí ho skupinka velkých vran s lidským hlasem. Dorotka spolu s Totem zaženou vrány a Dorotka pomůže Strašákovi na zem. Když mu poví kam má namířeno, Strašák se jí svěří, že cítí, že mu chybí jedna důležitá věc, rozum, protože má v hlavě místo mozku jen slámu a hadry. Pomůže Dorotce najít cestu dlážděnou žlutými cihlami a Dorotku napadne, že by mu všemocný Čaroděj mohl dát mozek, když půjde s ní. Strašák nadšeně souhlasí a vydává se s Dorotkou a Totem po Žluté cestě do Smaragdového města. Když procházejí kolem zrušeného lunaparku uslyší volání o pomoc. V hromadě šrotu objeví zkrouceného plechového robota (Nipsey Russell) a tak ho narovnají. Když se ho Dorotka zeptá jak se cítí, řekne jí že necítí žádné emoce, protože nemá srdce. Pak spustí vodopád falešných slz a zasekne se. Dorotka se Strašákem ho namažou olejem a když začne Plecháč tancovat, pozvou ho, aby šel s nimi za Čarodějem, třeba mu dá srdce. Plecháč se k nim okamžitě přidá a ve třech pokračují v cestě. Když dorazí před velkou budovu knihovny, Plecháč si všimne, že jeden k kamenných lvů stojících před knihovnou je pozoruje. Dorotka mu ale říka, že kamenná socha nemůže nikoho pozorovat. V tom se socha rozpadne a z ní vyskočí postava Lva (Ted Ross), který se před nimi začne naparovat. Když ho ale Toto chňapne za tlapu, rozpláče se strachy. Potom se všem přizná, že ho zvířata vyhnala z džungle a nazývají ho zbabělým lvem, protože mu chybí odvaha, aby vykonával roli krále zvířat. Proto se před nimi ukryl v kamenné soše lva. Dorotka ho utěšuje a nabídne mu, aby je doprovodil k Čarodějovi, který by mu mohl přičarovat odvahu. Lev nejdříve váhá a bojí se, ale pak se k nim přidá. Než Dorotka, Strašák, Plecháč, Lev a Toto dorazí do cíle musí čelit překážkám, jako je smrtící metro, kde se setkají s podomním obchodníkem, který ovládá zlé loutky. Jen těsně, s pomocí Lva, uniknou z metra a pak narazí na tanečnice z erotické show, které se snaží uspat Dorotku, Tota a Lva do věčného spánku pomocí parfému z máku. Strašák s Plecháčem je ale zachrání a konečně pak dorazí do Emerald City (analogie s náměstím před World Trade Center). Pětice ziská průchod do města, protože Dorotka vlastní stříbrné střevíčky a obdivují podívanou na město a módní a taneční představení, která se zde konají. Jsou pozváni k audienci u Čaroděje (Richard Pryor), který žije na samém vrcholu Věže, kde je umístěna obří kovová hlava, která vydává rozkazy silným hlasem za doprovodu barevných ohňových a kouřových signálů. Čaroděj jim slíbí, že splní jejich přání, když zabijí Zlomyslnici, zlou čarodějku Západu (Mabel Kingová), která provozuje manufaktury v podzemních stokách města. Zlomyslnice se ale dozví o jejich snaze ji zabít a vysílá motorkářský gang Létajících Opic, aby je unesli a přivedli k ní. Když zjistí, že Dorotka má na nohou stříbrné střevíce její sestry, žádá, aby jí je okamžitě dala. Když Dorotka odmítne poručí aby její poddaní rozřezali Strašáka, slisovali Plecháče, Lva pověsili za ocas a Tota hodili do ohnivého kotle. Dorotka už je rozhodnutá ji střevíce dát, když ji Strašák pohledem upozorní na spínač požárního rozprašovače vody. Dorotka ho rychle zapne a postřikovače uhasí oheň, ale také rozpustí Zlomyslnici, spláchnou ji do jejího trůnu, což je velká toaleta a zaklapnou za ní víko. Když je Zlomyslnice konečně pryč, její kouzla ztratí svou moc; poddaní jsou osvobozeni od práce a z manufaktury zmizí nástroje. Všichni se radují a tancem oslavují Dorotku jako jejich osvoboditelku. Létající Opice ji a její přátele odvezou triumfální jízdou zpět do Smaragdového Města.
Dorotka a její přátelé vystoupí do Věže zadním schodištěm a zjistí, že všechno je podvod a že velký a mocný Čaroděj je ve skutečnosti Herman Smith, neúspěšný politik z Atlantic City z New Jersey, který při letu horkovzdušným balonem na podporu jeho volební kampaně byl v bouři zanesen do země Oz. Místní obyvatelé nikdy létající balon neviděli a proto ho prohlásili za Čaroděje a usadili jej ve Věži. Strašák, Plecháč a Lev jsou zklamaní a smutní, protože nezískají mozek, srdce a odvahu. Dorotka jim ale umožní uvědomit si, že oni už mají tyto věci po celou dobu. Strašák našel Žlutou cestu a vymyslel plán na zničení Zlomyslnice, má tedy mozek. Plecháč se bál o život Dorotky a má tedy srdce a Lev je statečně zachránil v metru a má tedy odvahu. Jen, jak se zdá, nikdo neví, jak se Dorotka dostane zpátky domů. V tom se objeví Glinda, dobrá čarodějka z Jihu, a řekne Dorotce, že je dostatečně poučená o životě a že dokázala myslet na své přátele více než sama na sebe. Pomocí třech klepnutí stříbrnými střevíčky o sebe se Dorotka vrátí zpátky domů. Po poděkování Glindě se Dorotka loučí
s přáteli a s Totem v náručí se okamžitě ocitne zpátky před domem ve své čtvrti Harlemu. Nyní má již sílu čelit svým obavám a žít svým vlastním životem.

## Hudba
Autorem všech písní je Charlie Smalls, pokud není uvedeno jinak
1. Overture Part I (instrumentální)
2. Overture Part II (instrumentální)
3. The Feeling That We Had (teta Em a sbor)
4. Can I Go On? ( Dorotka) – Quincy Jones, Nickolas Ashford a Valerie Simpsonová
5. Tornado (instrumentální)
6. He's the Wizard (Jednička a sbor)
7. Soon As I Get Home (Dorotka)
8. You Can't Win, You Can't Break Even (Strašák a čtyři vrány)
9. Ease on Down the Road (1.) (Dorotka a Strašák)
10. What Would I Do If I Could Feel? (Plecháč)
11. Slide Some Oil to Me (Plecháč)
12. Ease on Down the Road (2.) (Dorotka, Strašák a Plecháč)
13. I'm a Mean Ole Lion (Lev)
14. Ease on Down the Road (3.) (Dorotka, Strašák, Plecháč a Lev)
15. Poppy Girls Theme (instrumentální) – Anthony Jackson
16. Be a Lion (Dorotka, Strašák, Plecháč a Lev)
17. End of the Yellow Brick Road (instrumentální)
18. Emerald City Sequence (sbor) – Quincy Jones
19. Is This What Feeling Gets? – Quincy Jones
20. Don't Nobody Bring Me No Bad News (zlá čarodějka Evillene a sbor)
21. A Brand New Day/The Wiz song (Dorotka, Strašák, Plecháč, Lev a sbor) – Luther Vandross
22. Believe in Yourself (Dorotka)
23. The Good Witch Glinda (instrumentální)
24. Believe in Yourself (Glinda, dobrá čarodějka)
25. Home, závěr (Dorotka)

## Kritiky
Kritiky poukazovaly na to, že úspěšné uvedení muzikálu The Wiz na Broadwayi ještě neznamená úspěch zpracování filmového. Film s rozpočtem 24 milionů $ přinesl zisk pouhých 13,6 milionů $. Kladně byly hodnoceny herecké výkony Michaela Jacksona (Strašák), Teda Rosse (Lev) a Richarda Pryora
(Čaroděj/Herman Smith). Pozitivní kritiku získal film za propracovanou scénografii, zvláště za nápadité fantaskní zobrazení Smaragdového města (New York). Kromě písně Ease on Down the Road byly ostatní skladby, včetně tanečních scén, ohodnoceny jako průměrné.

## Televize
Film byl uvolněn pro VHS domácí video v roce 1989 (MCA/Universal Home Video), s reedicí v roce 1992 a byl poprvé vysílán v televizi CBS dne 5. května 1984 (upraven na vysílací čas 100 minut); využíval popularitu Michaela Jacksona v té době. Film je, díky úvodní scéně, často vysílán na Den díkůvzdání.

## Ocenění
Film Čaroděj byl nominován na Oscara ve čtyřech kategoriích: nejlepší výprava a dekorace, nejlepší návrh kostýmů, nejlepší hudba a nejlepší kamera; žádnou z cen ale nezískal.
- 1979 – NAACP Image Awards pro Michaela Jacksona za herecký výkon v roli Strašáka[3]
- 2004 – píseň Ease on Down the Road z filmového zpracování muzikálu byla uvedena v seznamu UK Singles Chart – (45. místo)[4]